# De Sterrenvreter
De Sterrenvreter is een stripalbum uit 1998 en de derde aflevering van de Storm spin-offserie Kronieken van de Tussentijd, getekend door Dick Matena naar een scenario van Martin Lodewijk.

## Het verhaal
Storm en Roodhaar worden te hulp geroepen door de regering van de planeet Minotaar, wiens zon Auriadne is 'opgeslokt' door een enorme mechanische bol, een 'sterrenvreter'. Slechts Minotaar produceert en exporteert de gewilde drug en specerij esoterraan, dus dit kan potentieel tot een interstellaire oorlog leiden om de laatste voorraden. De  Minotariërs proberen ondergronds een samenleving opzetten maar hebben hun zon nodig om esoterraan te produceren. Tot overmaat van ramp wordt de regering omvergeworpen door rebellen onder leiding van Seseke Kobilu (naam en uiterlijk doen denken aan Mobutu Sese Seko).
Ze weten het inwendige van de holle sterrenvreter te bereiken, waar de zon van Minotaar wordt gebruikt om de dierlijke en plantaardige levensvormen aldaar in stand te houden. Ze worden hierbij op de hielen gezeten door Minotaarse rebellen en moeten het hoofd bieden aan de gevaren binnenin de sterrenvreter.
Het album heeft een open eind en aangezien de serie is stopgezet, leek het er lang op dat het vervolgverhaal (De ruimte van Klein) waarschijnlijk niet zou verschijnen. In 2022 maakte Martin Lodewijk echter bekend dat hij samen met de Indonesische tekenaar Apriyadi Kusbiantoro dit verhaal toch nog zal afwerken.